# Universidad Academia de Humanismo Cristiano
La Universidad Academia de Humanismo Cristiano (UAHC), también conocida como La Academia, es una universidad privada chilena autónoma, fundada en 1988 pero cuyos orígenes se remontan a 1975 (lo que la convierte en la universidad chilena no tradicional más antigua de Chile), cuando se crea la Academia de Humanismo Cristiano, impulsada por el Cardenal Raúl Silva Henríquez (SDB), cuyo fin era reunir a un grupo de intelectuales para que analizaran la realidad política, social, económica y cultural de Chile.
Imparte cuarenta y cinco carreras y programas de pregrado conducentes a títulos y grados en las áreas de las Ciencias Sociales, Psicología, Derecho, Educación, Arte, Ciencias de la Salud, Arquitectura, entre otras.  Además de tres programas de magíster y dos de Doctorado con veinte años de trayectoria.
Actualmente se encuentra acreditada por la Comisión Nacional de Acreditación (CNA-Chile) por un período de 4 años (de un máximo de 7), desde agosto de 2022 hasta agosto de 2026.Está en la posición 46 según el ranking de Webometrics 2024.

## Ubicación

Biblioteca Campus Condell

- Campus de la Facultad de Ciencias Sociales y Educación, Condell 343, Providencia, próximo a las estaciones de Metro Baquedano y Salvador.
- Rectoría y servicios comunitarios, Condell 282, Providencia.
- Equipo docente de la carrera de Psicología, Maria Luisa Santander 0372, Providencia.
- Campus de la Facultad de Artes en Serrano 150, Santiago, Metro Universidad de Chile.
- Casa Arrau, Huérfanos 2186, Santiago, Metro Cumming.
- Campus de la Facultad de Salud y Buen Vivir, Salvador Sanfuentes 2357 / 2355, Metro República.
- Sede Interfacultades, Av. Libertador Bernardo O'Higgins 2240. Metro República.

## Historia
Una historia de 50 años

Cardenal Raúl Silva Henríquez.

En la historia de la Academia es posible distinguir cinco etapas. La primera va desde su fundación el 18 de noviembre de 1975 hasta la dimisión por edad del Cardenal Raúl Silva Henríquez al episcopado de Santiago el 10 de junio de 1983. La segunda, entre 1983 y 1988, donde se convirtió en una institución plenamente laica, lo que la abrió a una mayor diversidad de perspectivas y opiniones, enriqueciendo el desarrollo de sus centros de investigación y la gestión de importantes programas en materia de Derechos Humanos y promoción del desarrollo. La tercera fase va desde la decisión de transformarse en Universidad en 1988 hasta el logro de la autonomía universitaria, otorgada por el Ministerio de Educación en 1999. La cuarta fase implicó un Plan Estratégico que permitió la adquisición del Campus Condell, la creación de la Facultad de Artes y la primera acreditación institucional en 2005. La quinta fase consistió en una serie de innovaciones que permitieron su acreditación en nivel avanzado en 2017 y de esa forma su adscripción a la gratuidad. Desde ese momento la Universidad ha se complejizado con la fundación de la Facultad de Salud y Buen Vivir, la adquisición de nuevas sedes y la creación de la vicerrectoría de investigación y postgrado.
Primera etapa fundacional
La Academia de Humanismo Cristiano fue fundada el 18 de noviembre de 1975 cuando el  cardenal Raúl Silva Henríquez (SDB), la creó como una institución no confesional, con personalidad jurídica propia, destinada a promover el pluralismo y la libertad académica, en respuesta a las graves violaciones a los derechos humanos que afectaban al país. Así permitió a un amplio grupo de intelectuales perseguidos pudieran desarrollar en Chile un espacio para la creación y difusión de conocimientos sobre nuestra realidad política, económica, social y cultural. El decreto fundacional afirmó “la necesidad de un organismo de alto valor intelectual, destinado a la investigación de los grandes problemas de las ciencias sociales y humanas”.  

«La intervención de las universidades por el Régimen Militar significó la exoneración por razones políticas de académicos de alto valor para el país. Convencido como estaba de que la riqueza de un país es la de sus valores humanos, contemplé con angustia cómo se gestaba un inexorable camino de exilio para nuestros talentos. Por eso decidí crear la Academia de Humanismo Cristiano, de la cual fui su presidente.»
 Memorias Cardenal Raúl Silva Henríquez (SDB)

Segunda etapa, desarrollo por medio de centros de estudio
En junio de 1983 el Cardenal Silva Henríquez dimitió como Arzobispo de Santiago por cumplir 75 años, lo que implicó el inicio de un proceso de diferenciación del rol de la Academia respecto al de la Iglesia Católica. Esta progresiva secularización institucional, permitió avanzar en el fortalecimiento de nuevos círculos de estudio, como el Círculo de la Mujer y de los centros especializados ya fundados, tales como el Programa Interdisciplinario de Investigaciones en Educación (PIIE), el Centro de estudios de la realidad contemporánea CERC, el Programa de Economía del Trabajo (PET), el Grupo de Investigaciones Agrarias GIA, entre otros.

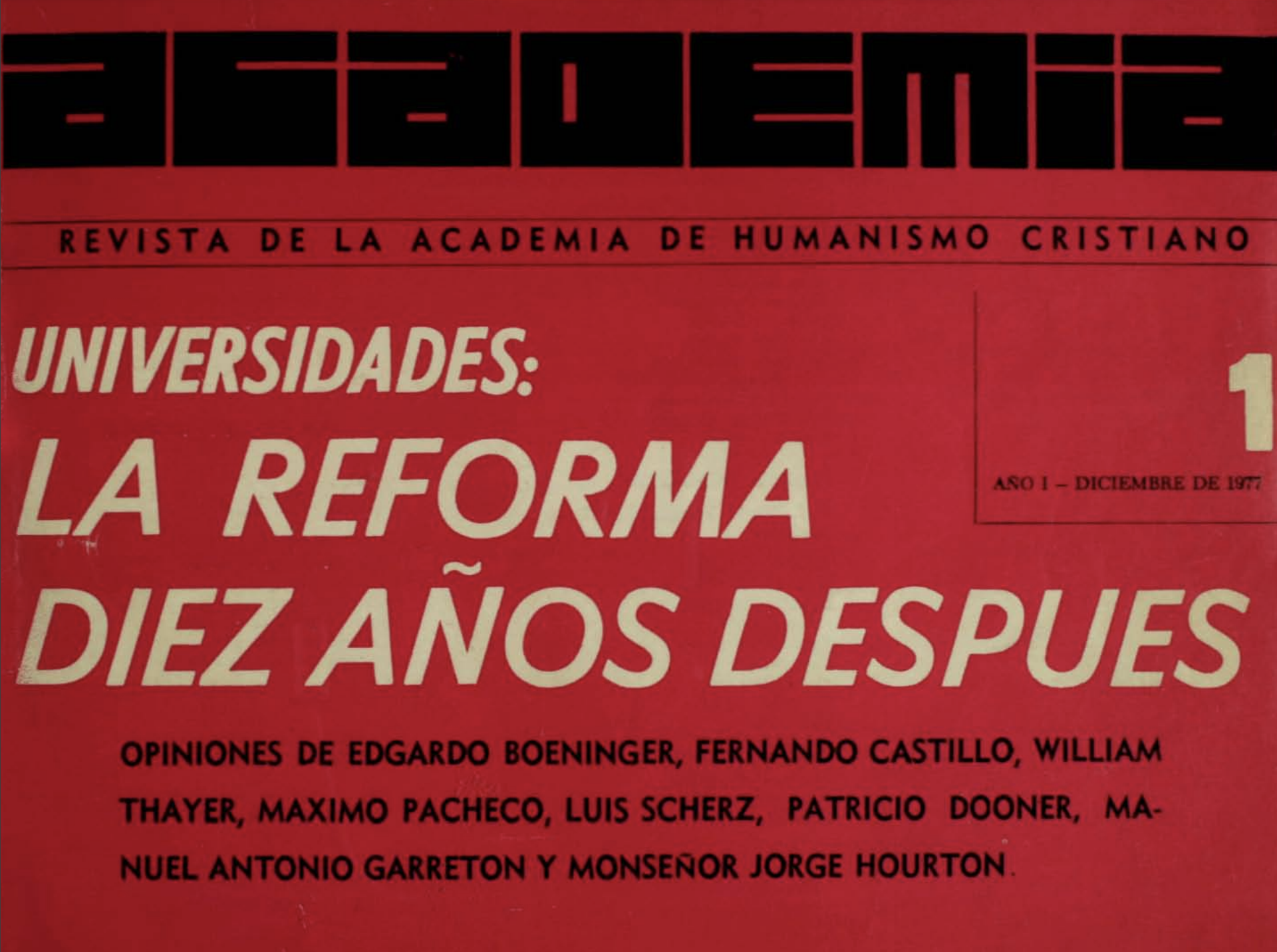
Portada Revista Academia 1977

A la vez se fortaleció el área comunicacional, de la que había surgido la revista Análisis en 1978 y que en esta etapa se constituyó como un medio autónomo bajo el patrocinio de la Academia.
También cabe destacar el aporte a la confección de los Anuarios de Política Exterior Latinoamericana, y un conjunto de investigaciones, estudios y procesos de capacitación que aportaron a la recuperación de la democracia y el reconocimiento de las violaciones a los derechos humanos ocurridas en Chile durante ese período. 
En esta etapa participaron de la Academia de Humanismo Cristiano importantes figuras intelectuales, reconocidas con el premio nacional en sus especialidades, tales como Fernando Castillo Velasco, Abraham Magendzo, Tomás Moulian, Iván Núñez, Beatrice Ávalos, Manuel Antonio Garretón, Ricardo Frrench-Davis, Juan Pablo Cárdenas, María Olivia Mönckeberg, Humberto Giannini y Roberto Garretón.
Tercera etapa, transformación de Academia a Universidad
El 31 de marzo de 1988 la Academia de Humanismo Cristiano se constituye como Universidad, siendo inscrita en el registro de universidades mediante el folio C n° 14 de ese año, iniciando sus funciones docentes en marzo de 1989. Su primer rector fue el profesor Enrique D’Etigny Lyonquien anteriormente había sido decano de Ingeniería en la Universidad de Chile,  consejero del Consejo Nacional de Educación y presidente de la Comisión Nacional de Investigación Científica y Tecnológica (Conicyt).  Las primeras carreras ofertadas fieron Antropología, Ciencias Políticas y administrativas, Contador Auditor, Ingeniería Comercial, Ingeniería de ejecución en Administración Pública, Periodismo, Psicología, Sociología, Técnico en Gestión Pública y Trabajo Social. 
Fue reconocida por el Ministerio de Educación mediante el decreto n° 33 del 8 de marzo de 1991, obteniendo la primera acreditación de sus carreras ante el Consejo Superior de Educación. En esta etapa la mayor parte de su matrícula era en modalidad vespertina, en la sede de Compañía 2015 frente a la plaza Brasil. Con el correr de la década esta situación fue evolucionado hacia un mayor volumen de matrícula en la modalidad diurna. Obtuvo plena autonomía otorgada por el Estado en 1999, lo que le permitió la libertad de presentar la propuesta académica que estimara pertinente y "otorgar toda clase de títulos y grados académicos en forma independiente". 
Cuarta etapa, desarrollo institucional
A inicios de 2003 se inauguró el actual Campus Condell ubicado en Providencia, lo que permitió albergar a la actual Facultad de Ciencias Sociales y Educación. Además se inició la incorporación de las carreras artísticas, comenzando por danza, y luego por teatro, cine y música, las que llevarán a la conformación de la actual Facultad de Artes. En esta fase se implementó la primera acreditación institucional correspondiente a los años 2005- 2008, la segunda de 2009- 2011 y la tercera 2012- 2014. En ese año se pasó de una estructura de áreas temáticas al modelo de tres Facultades. Además se instauró la elección triestamental del rectorado y decanaturas y se introdujo como órgano colegiado el Consejo Superior Universitario. 
Quinta etapa, gratuidad y nuevas áreas de conocimiento
En 2017 la Universidad recibió una acreditación institucional por cuatro años, lo que permitió que a partir de 2018 pudiera adscribir a la política pública de gratuidad, de acuerdo a la Ley Nº 21.091 sobre Educación Superior. Sin embargo, en el período inmediatamente siguiente a la incorporación a esta nueva estructura de financiamiento público, la Universidad presentó un importante déficit financiero producto de dificultades de adaptación a esta nueva modalidad. Producto de ello tuvo que implementar un plan de recuperación financiera, mandatado por un proceso administrativo de la Superintendencia de Educación Superior (SES) en 2020. Este plan consistió en un juste de la estructura de costos operacionales de la universidad y un diseño de crecimiento a partir de nuevas carreras. De esa forma se comenzaron a abrir en 2021 las carreras de la actual Facultad de Salud y Buen Vivir, y las carreras de Arquitectura, Artes y oficios y diseño escénico en la Facultad de Artes. El plan de recuperación fue aprobado y concluido por la SES en 2023
En el marco de su plan maestro de infraestructura la Universidad ha renovado sus sedes, incorporando el Campus de Serrano 150 de la Facultad de Artes, la sede de Salvador Sanfuentes 2357 y 2355 de la Facultad de Salud y Buen Vivir, las oficinas de Maria Luisa Santander 0372, el edificio administrativo y clínica psicológica de Condell 282 y 272 y el edificio interfacultades de Av. Libertador Bernardo O'Higgins 2240.  

## Facultades y carreras
La Universidad Academia de Humanismo Cristiano se estructura en tres Facultades. Las carreras y programas que ofrece en 2025 son los siguientes:
Facultad de Artes
Arquitectura, Artes y Oficios, Cine y artes audiovisuales, Composición musical, Danza, Diseño en artes escénicas, Interpretación musical, Producción Musical,Teatro y Programa Especial de Licenciatura en Artes.
Facultad de Ciencias Sociales y Educación
Administración Pública (diurno, vespertino y programa especial de titulación), Antropología, Ciencias políticas y relaciones internacionales, Derecho (diurno y vespertino), Pedagogía en Educación Diferencial mención en Dificultades Específicas y Socioafectivas del Aprendizaje Escolar (diurno y programa de segunda titulación), Pedagogía en Historia y Ciencias Sociales, Pedagogía en Lengua Castellana y Comunicación, Pedagogía en música, Psicología (diurno, vespertino y Programa de Segunda Titulación), Periodismo (diurno y programa especial de titulación), Sociología (diurno y programa especial de titulación), Trabajo Social, (diurno y programa especial de titulación), Ingeniería en informática y ciencia de datos.
Facultad de Salud y Buen Vivir
Enfermería, Kinesiología, Nutrición y Dietética, Tecnología Médica, Terapia Ocupacional, Obstetricia.
Programas de Magíster
Magíster en Arte Popular Latinoamericano, Magíster en Educación mención Liderazgo Transformacional y Gestión Escolar, Magíster en Metodologías Críticas para la Investigación Social.
Doctorados
Doctorado en Estudios Latinoamericanos, Doctorado en Educación (sin admisión)
Formación Contínua (lista parcial)
Diplomado Especialización en Clínica Comunitaria en Salud mental e Interculturalidad, Diplomado Estrategias diversificadas para atender a estudiantes del Espectro Autista bajo el enfoque de la Inclusión Educativa en contexto Áulico, Curso ATLAS.ti como Herramienta de Análisis Cualitativo, Acompañamiento Psicoafectivo En Contexto De Vulneración De Derechos, Diplomado Estudios y Prácticas de la Performance. Investigación y Realización Artística, Curso Joyería Creativa, Curso Laboratorio de Experimentación Textil desde Epistemologías Feministas y Latinoamericanas, Curso Planificación y Marketing para las Artes, Diplomado Documental Etnomusicológico, Innovación y Metodologías Activas en la Educación Musical, Curso Ecoluthería: Diseño y Creación de Instrumentos Musicales Sustentable, Músicas Tradicionales del Mundo, Curso Capacitación en Orquestación y Arreglos para Agrupaciones Musicales Infanto-Juveniles, Diplomado Baja Visión: Estrategias interdisciplinarias para la inclusión y la rehabilitación, Diplomado Nutrición Integrativa, Introducción a las Medicinas Integrativas o Alternativas. Diplomado “Pericia Social Forense”.

## Campus y sedes

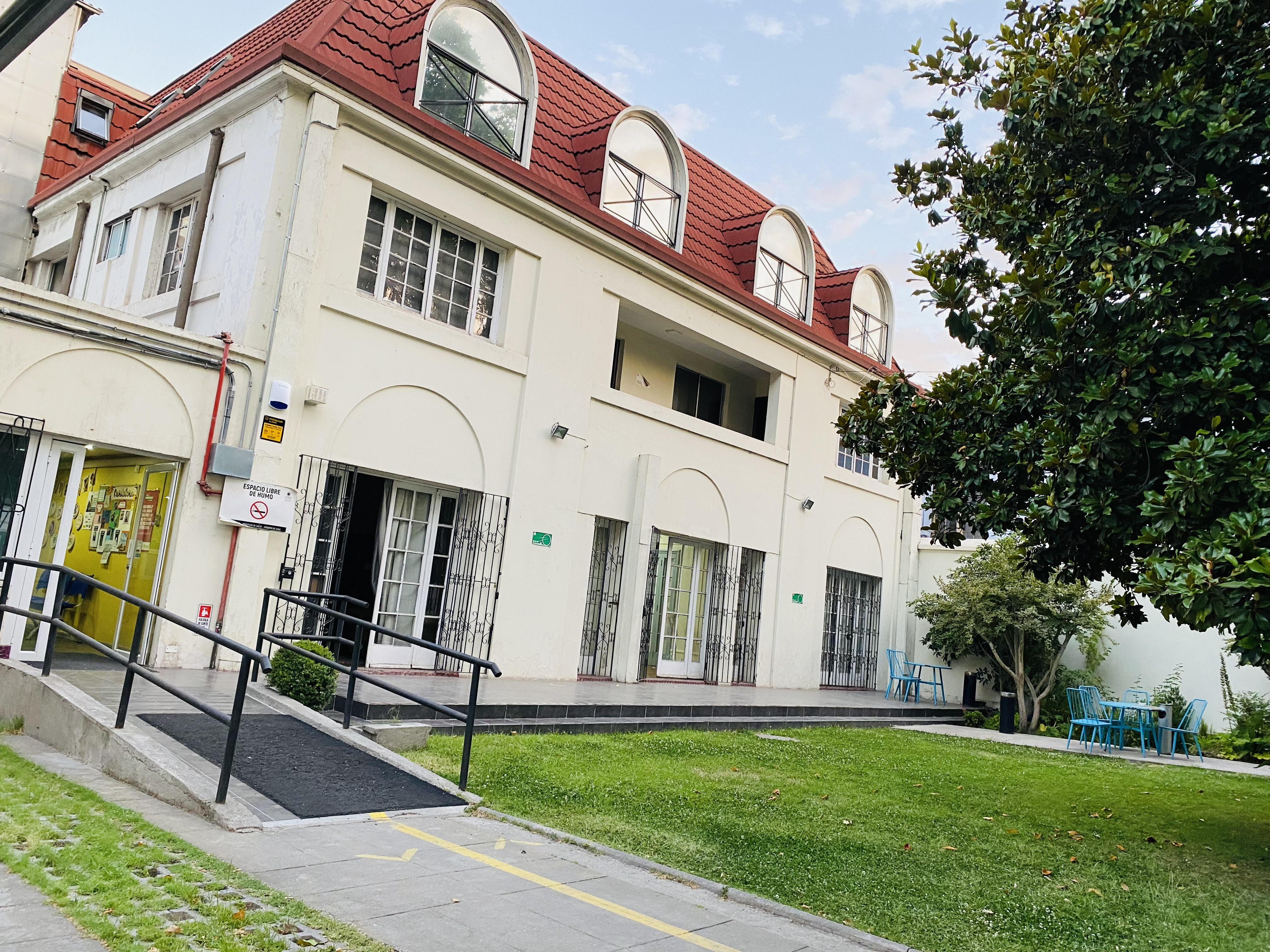
Condell 282 CAPS

### Campus Condell
Las edificaciones ubicadas en Condell 343 (Providencia) albergan a la Facultad de Ciencias Sociales y Educación. Este espacio acogió hasta 1973 al Instituto de economía de la Universidad de Chile y su programa de estudios económicos latinoamericanos para graduados (Escolatina) y a la Escuela de Servicio Social de la Universidad de Chile 
En los edificios de Condell 282 y 272 se ubican la rectoría, y las vicerrectorías, la OTEC, los servicios administrativos, el Centro de Atención Psicológica (CAPS), el Centro de Intervención Social (CEIS) y otros servicios comunitarios.
La casa de Maria Luisa Santander 0372 está destinada al equipo académico de la carrera de Psicología. 

### Campus Serrano

Facultad de Artes, Campus Serrano 150

Ubicado en Serrano 150 (Santiago) está destinado a la Facultad de Artes. Es un espacio renovado de seis plantas y sobre 5.000 metros cuadrados, con instalaciones cuentan con salas de ensayo, de representación, de música, una sala de teatro y galerías que dialogan con las diferentes especialidades estéticas. 

### Campus República

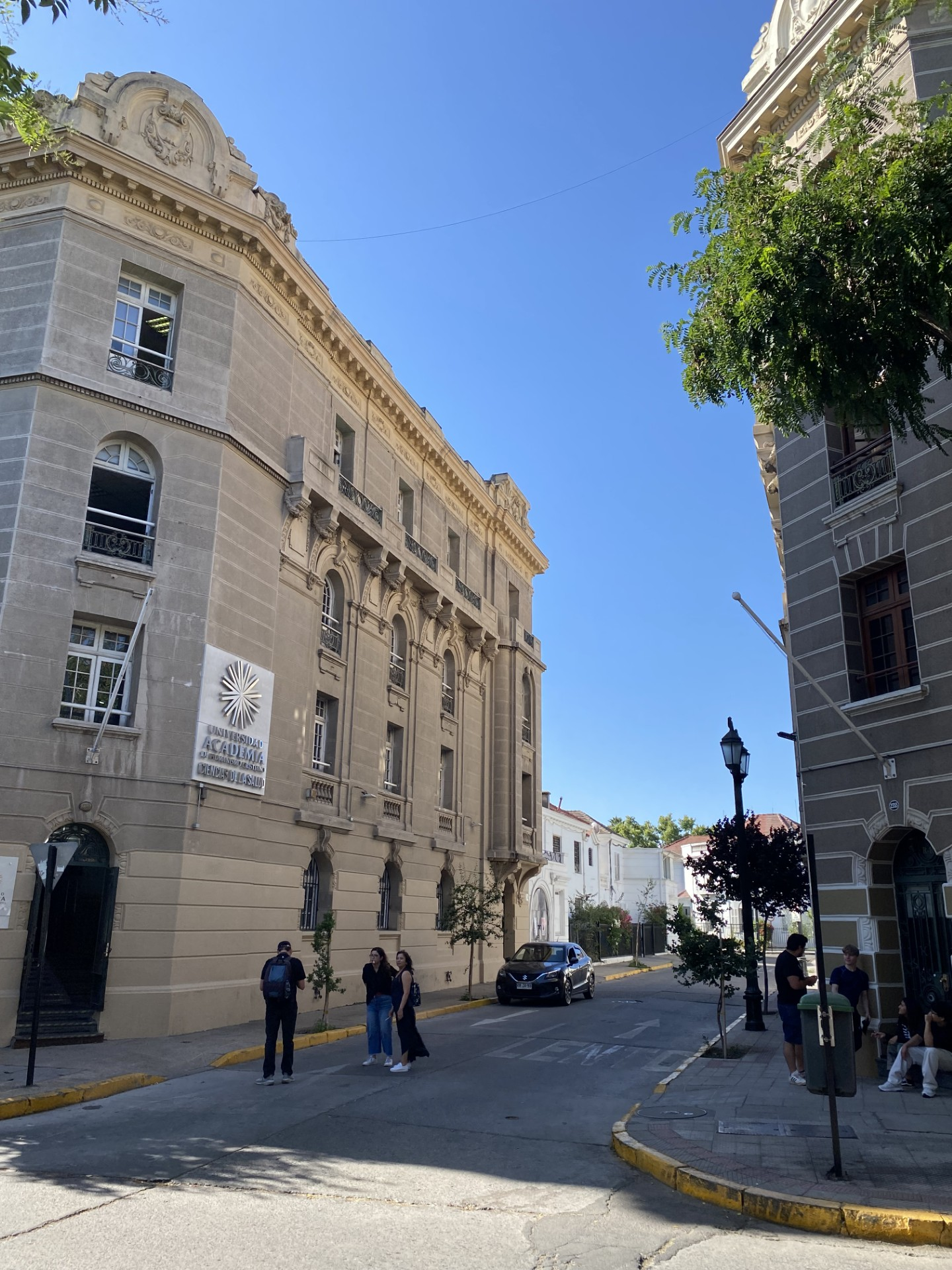
Facultad de Salud y Buen Vivir Salvador Sanfuentes

Los edificios espejo de Salvador Sanfuentes 2357 y 2355 (Santiago) son el espacio de la Facultad de Salud y Buen Vivir, 

Alameda 2240 Interfacultades

El edificio de Av. Libertador Bernardo O'Higgins 2240 (Santiago) posee una orientación interfacultades.

### Casa Arrau
La casa patrimonial de Huérfanos 2186 Santiago, Metro Cumming, es sede de la carrera de arquitectura.

## Gobierno universitario

### Asamblea de Socios y directorio
Es la instancia superior de gobierno de la universidad. La Asamblea designa un Directorio que tiene a su cargo la definición de las políticas generales de la Universidad. Actualmente la corporación de la Universidad está compuesta por:
- Centro de Estudios de la Realidad Contemporánea (CEIRC)
- Grupo de Investigaciones Agrarias (GIA)
- Corporación de Estudios e Investigación Minera (CORPODIUM)
- Programa de Economía del Trabajo (PET)
- Fundación Universidad y Desarrollo (FUD)

El directorio de la Universidad está constituido por los representantes de los Centros Miembros de la Asamblea de Socios que constituyen la Corporación, y su constitución actual es la siguiente:
- Presidente: Miguel Bahamondes Parrao (GIA)
- Vicepresidenta: Letizia Lizama Sotomayor (Comunidad Universitaria)
- Directora: Carmen Espinoza Miranda (PET)
- Director: Claudio Espinoza Araya  (FUD)
- Director: Milton Vidal Rojas (CORPODIUM)
- Director: Francisco Vergara (CEIRC)

### Equipo de rectoría
- Rector: Álvaro Ramis Olivos
- Vicerrectora Académica: Iria Retuerto Mendaña.
- Vicerrector de Investigación y postgrado:  Pedro Rosas Aravena
- Vicerrector de Administración y Finanzas: Patricio Soto Caramori
- Decano de la Facultad de Ciencias Sociales y Educación: Rodrigo Gangas Contreras.
- Decana de la Facultad de Artes: Andrea Gutierrez Vázquez.
- Decana de la Facultad de Salud y Buen Vivir: María Isabel de Ferrari Fontecilla.

### Rectores
La Universidad en su historia ha sido dirigida por 10 rectores, los cuales a partir de 2012 han sido electos democráticamente por el cuerpo académico y estudiantil de la UAHC por un período de 4 años:
| N.º | Rector/a                     | Período       |
| --- | ---------------------------- | ------------- |
| 1°  | Enrique D´Etigny Lyon        | 1989-1992     |
| 2°  | Luis Eduardo González        | 1992-1995     |
| 3°  | Orlando Mella                | 1995-1998     |
| 4°  | José Bengoa Cabello          | 1998-2001     |
| 5°  | Cecilia Leiva Montenegro     | 2001-2005     |
| 6°  | Juan Ruz Ruz                 | 2006-2009     |
| 7°  | Francisco Vergara Edwards    | 2009-2010     |
| 8°  | Roberto Pizarro Hofer        | 2010          |
| -   | Francisco Vergara Edwards    | 2010-2012     |
| -   | José Bengoa Cabello          | 2012-2016     |
| 9°  | Pablo Venegas Cancino        | 2016-2019     |
| -   | Fabián González Calderón (s) | 2019          |
| 10° | Álvaro Ramis Olivos          | 2019-2023     |
| -   | Álvaro Ramis Olivos          | 2023-presente |

## Premios nacionales
Exalumnos/as, académicos/as y profesionales vinculados a los centros que han sido distinguidos con el Premio Nacional en diversos ámbitos
Fernando Castillo Velasco. Premio Nacional de arquitectura 1983.
Humberto Giannini. Premio Nacional de Humanidades y Ciencias Sociales en 1999.
Ricardo Frrench – Davis. Premio Nacional de Humanidades y Ciencias Sociales 2005.
Juan Pablo Cárdenas. Premio Nacional de Periodismo de Chile 2005.
Manuel Antonio Garretón.  Premio Nacional de Humanidades y Ciencias Sociales 2007. 
María Olivia Mönckeberg Pardo. Premio Nacional de Periodismo 2009. 
Juan Radrigán. Premio Nacional de Artes de la Representación y Audiovisuales 2011.
Beatrice Ávalos. Premio Nacional de Ciencias de la Educación 2013.
Sergio González Miranda. Premio Nacional de Historia 2014.
Tomás Moulian Premio Nacional de Humanidades y Ciencias Sociales de Chile 2015
Iván Núñez. Premio Nacional de Ciencias de la Educación 2015.
Abraham Magendzo Kolstrein, Premio Nacional de Ciencias de la Educación 2017.
María Victoria Peralta. Premio Nacional de Ciencias de la Educación 2019.
Roberto Garretón Merino. Premio Nacional de Derechos Humanos 2020.
Nolfa Ibáñez Salgado,  Premio Nacional de Ciencias de la Educación 2021.
Joan Turner. Premio Nacional de Artes de la Representación y Audiovisuales 2021.
Ximena Valdés. Premio Nacional de Geografía 2023. 

## Doctores honoris causa
Pierre Dardot, 2023 

## Profesores eméritos
Lucía Sepúlveda Cornejo
Hugo Fazio Rigazzi
Patricio Bunster Briceño
Juan Soto Godoy
Cecilia Sanchez González
Raúl Gonzalez Meyer
José Fernando García
José Bengoa

## Controversias

### Desórdenes en Campus Condell
A lo largo de los años en la Academia han ocurrido hechos de violencia, comúnmente vinculados a grupos anárquicos de estudiantes de la institución que con overoles blancos realizan destrozos y encienden barricadas con bombas Molotov en calle Condell, situación que termina casi siempre con un enfrentamiento y el posterior desalojo de la Universidad por parte de fuerzas especiales de Carabineros de Chile. Situaciones en las que incluso se ha atacado el cuartel de la brigada de Derechos Humanos de la PDI (ubicado frente al campus Condell, casa central de UAHC), en medio de los desórdenes que allí ocurren. Según vecinos, la situación empezó en la época de la revolución pingüina, en 2006. Personal de la universidad relata que la agudización del problema con los años se puede atribuir a falta de acción de las autoridades internas de la universidad, otros sin embargo, se defienden señalando que se trataría de grupos de ultraderecha infiltrados en la universidad quienes realizarían estás acciones.
En julio de 2011, el rector de la universidad Francisco Vergara Edwards, presentó una querella contra quienes resulten responsables, tras los destrozos y robos que sufrió dicha casa de estudios por un grupo de encapuchados, luego de una manifestación en la comuna de Providencia. El rector tomó la decisión luego que testigos señalaran que, al menos 10 jóvenes que realizaban barricadas incendiarias en la calle se refugiaran en dependencias de la universidad luego de lanzar artefactos incendiarios. Tras el ataque, personal de Carabineros actuó para disipar a los manifestantes, lo que derivó con el allanamiento del centro educacional, previa autorización del rector, donde se encontraron botellas con diluyente, utilizadas para realizar bombas molotov.
En marzo de 2019 un transeúnte fue quemado con una bomba molotov. Durante septiembre del mismo año (previo al Estallido social), la periodista Soledad Onetto fue agredida por un grupo de estudiantes no encapuchados de la Universidad, ante esto ella señaló:

No voy a aceptar ningún tipo de violencia en contra de los demás ni en contra mío. Puedo pensar muy distinto a un alumno de la Academia de Humanismo Cristiano, él puede tener diferencias irreconciliables conmigo, pero no está en derecho ni insultar ni de patearme.
Soledad Onetto, septiembre de 2019.

Mediante un comunicado del rector de la universidad, Álvaro Ramis, lamentó los hechos señalando que la violencia es un fenómeno social y que se deben abordar las causas, sin embargo, en dicha carta no sé señaló específicamente si eran o no estudiantes de la institución, así como tampoco se condenaron los hechos violentos ocurridos, los cuales se justificaron en el comunicado, atribuyendo la manifestación a la desaparición del joven mapuche José Huenante, ocurrida en septiembre de 2005.
En abril de 2023, en medio de una nueva toma de la universidad, estudiantes del recinto nuevamente realizaron desórdenes en las afueras del campus Condell, en dónde atacaron con bombas Molotov a funcionarios de la PDI (los cuales se defendieron usando escopetas antidisturbios), resultando uno de ellos lesionado con quemaduras graves. En agosto de 2023, 10 encapuchados al exterior de la UAHC atacan una vez más con bombas Molotov el cuartel  de la brigada de DDHH de la PDI, aludiendo a los presos mapuche y a los 50 años del Golpe de Estado en Chile.
En octubre de 2023, encapuchados nuevamente prenden barricadas incendiarias en el frontis de la Universidad, tónica que se repite siempre con el paso de los años.
Por otro lado, a lo largo de los años, en la Universidad se han registrado diversos avisos de bomba falsos (en los cuales ha tenido que intervenir Carabineros de Chile) e innumerables paros estudiantiles y tomas del campus por más de 2 meses, generando una pérdida de clases para los estudiantes.

### Mural del Estallido Social
Un grupo de estudiantes de los coletivos Mosaico Urgente, Estrella Colectiva y Ojo Nítido de la universidad realizó un mural en homenaje a las víctimas del Estallido Social en el Campus Condell, en especial a casos emblemáticos del Estallido social como Gustavo Gatica y Denisse Cortés (ambos estudiantes de la UAHC, de las carreras de psicología y derecho, respectivamente), el primero quien sufrió la mutilación de sus globos oculares a manos de Carabineros de Chile y la segunda quién perdió la vida por unos disparos de fuegos artificiales.
El Mural fue vandalizado y pintado de blanco en dos oportunidades, en marzo y julio de 2021. La Universidad constató mediante registros de cámaras a los sujetos enmascarados que vandalizaron la obra en el frontis de la UAHC sin que se lograra su identificación.

### Despidos masivos de trabajadores
El 29 de julio de 2020, la Universidad Academia de Humanismo Cristiano (UAHC) despidió a 44 trabajadores de los cuales 27 corresponde a socias y socios del Sindicato. Junto a esto, los despidos no responden a ningún criterio aparente, sino más bien a razones que se alejan del profesionalismo de una institución
académica, aludiendo a explicaciones económicas donde las/os despedidas/os, no tienen responsabilidad alguna. Uno de los desafíos de la Rectoría encabezada por Álvaro Ramis -quien asumió en agosto de 2019- era hacer frente al déficit que experimenta la universidad, el cual ascendía a los 2.000 millones de pesos hasta el cierre del ejercicio de 2019, conforme la última información que se le comunicó a los trabajadores. Sin embargo trabajadores acusan que los despidos vinieron justamente tras el comienzo de los cuestionamientos al "Plan de Reestructuración de Unidades Académicas", documento fechado el 7 de julio del 2020 y presentado por la administración al Consejo Superior Universitario -la mayor instancia de representación democrática triestamental de la UAHC- para su aprobación.